# Signal (serie televisiva)
Signal (시그널?, SiguneolLR) è una serie televisiva sudcoreana trasmessa su tvN dal 22 gennaio al 12 marzo 2016, ispirata agli omicidi seriali di Hwaseong. È stata un successo commerciale e di critica e, con l'episodio finale che ha raggiunto uno share del 12,54%, è uno dei drama coreani più visti nella storia della TV via cavo.

## Trama
Dopo aver ritrovato un misterioso walkie-talkie senza batterie, il profiler di casi irrisolti Park Hae-young inizia a comunicare, ogni volta alle 23:23, con Lee Jae-han, un ispettore di polizia nel 1989. Utilizzando le loro abilità e il senno di poi, i due non solo risolvono i crimini, ma impediscono anche che avvengano, sebbene questo provochi, talvolta, delle conseguenze indesiderate. Intanto Park Hae-young cerca di capire come mai Lee Jae-han risulti scomparso dal 2001, portando alla luce un circolo di corruzione e di segreti taciuti all'interno della polizia e della questura, il tutto collegato allo stupro di gruppo per il quale suo fratello si suicidò nel 1999.

## Personaggi
- Park Hae-young, interpretato da Lee Je-hoon e Kim Hyun-bin (da giovane)
- Cha Soo-hyun, interpretata da Kim Hye-soo
- Lee Jae-han, interpretato da Cho Jin-woong

### Membri della polizia
- Kim Bum-joo, interpretato da Jang Hyun-sung
- Ahn Chi-soo, interpretato da Jung Hae-kyun
- Kim Gye-chul, interpretato da Kim Won-hae
- Oh Yoon-seo, interpretata da Jung Han-bi
- Jung Han-ki, interpretato da Lee Yoo-jun
- Hwang Eui-kyung, interpretato da Kim Min-kyu

### Cast esteso
- Park Sun-woo, interpretato da Kang Chan-hee
- Padre di Lee Jae-han, interpretato da Lee Moon-soo
- Madre di Cha Soo-hyun, interpretata da Seo Ju-hee
- Sorella minore di Cha Soo-hyun, interpretata da Lim Hwa-young

### Apparizioni speciali
- Yoon Soo-ah, interpretata da Oh Yeon-ah (ep. 1-2)
- Kim Yoon-jung, interpretata da Lee Young-eun (ep. 1 -2)
- Kim Won-kyung, interpretata da Lee Si-a (ep. 2-4)
- Zia di Won-kyung, interpretata da Kim Jung-young (ep. 2-4)
- Lee Chun-goo, interpretato da Kim Ki-cheon (ep. 3-4)
- Han Se-kyu, interpretato da Lee Dong-ha (ep. 5-8)
- Oh Kyung-tae, interpretato da Jung Suk-yong (ep. 5-7)
- Oh Eun-ji, interpretata da Park Si-eun (ep. 5-6)
- Shin Yeo-jin, interpretata da Choi Woo-ri (ep. 5-6)
- Shin Dong-hoon, interpretato da Yoo Ha-bok (ep. 5-7)
- Jang Young-chul, interpretato da Son Hyun-joo (ep. 7, 11, 14, 16)
- Shin Da-hye, interpretata da Lee Eun-woo (ep. 7-8)
- Kim Jin-woo, interpretato da Lee Sang-yeob (ep. 9-11)
- Madre di Jin-woo, interpretata da Lee Chae-kyung (ep. 10)
- Yoo Seung-yeon, interpretata da Seo Eun-ah (ep. 10-11)
- Kang Hye-seung, interpretata da Shin Yi-joon (da giovane, ep. 11-14) e Jeon Su-ji (da adulta, ep. 13-14)
- Lee Dong-jin, interpretato da Kim Woo-suk (ep. 12-14)
- Han Do-yeon, interpretato da Hwang Seung-eon (ep. 13)
- Jang Tae-jin, interpretato da Seo Ji-hoon (ep. 14)

## Ascolti
| Episodio | Data di trasmissione | Dati AGB | Dati TNMS |
| -------- | -------------------- | -------- | --------- |
| 1        | 22 gennaio 2016      | 5,4%     | 6,4%      |
| 2        | 23 gennaio 2016      | 6,9%     | 6,1%      |
| 3        | 29 gennaio 2016      | 8,2%     | 8,5%      |
| 4        | 30 gennaio 2016      | 7,7%     | 7,5%      |
| 5        | 5 febbraio 2016      | 7,8%     | 7,6%      |
| 6        | 6 febbraio 2016      | 7,1%     | 7,3%      |
| 7        | 12 febbraio 2016     | 8,6%     | 9,0%      |
| 8        | 13 febbraio 2016     | 7,8%     | 8,6%      |
| 9        | 19 febbraio 2016     | 7,8%     | 8,4%      |
| 10       | 20 febbraio 2016     | 9,2%     | 8,7%      |
| 11       | 26 febbraio 2016     | 10,5%    | 8,8%      |
| 12       | 27 febbraio 2016     | 10,1%    | 9,2%      |
| 13       | 4 marzo 2016         | 9,7%     | 9,7%      |
| 14       | 5 marzo 2016         | 11,1%    | 10,6%     |
| 15       | 11 marzo 2016        | 10,8%    | 9,8%      |
| 16       | 12 marzo 2016        | 12,5%    | 12,8%     |

## Colonna sonora
1. I Will Forget You (회상) – Jang Beom-june
2. The One Who Will Leave (떠나야할 그사람) – INKII
3. I Will Forget You (나는 너를) – Jung Cha-sik
4. The Road (길) – Kim Yoon-ah
5. Happy Person (행복한 사람) – Jo Dong-hee
6. A Petal (꽃잎) – leeSA
7. As Flower Blooms (꽃이 피면) – Yi Sung-yol
8. Detective Lee Jae-han (형사 이재한)
9. For Those Who Left Behind (남겨진 이들을 위해)
10. Young Park Hae Young (소년 박해영)
11. Conclusive Evidence (결정적 증거)
12. Heartfelt Desire (절실한 염원)
13. Send The Signal Desperately (간절함이 보내온 신호)
14. New Clue (새로운 단서)
15. Past Can Be Changed (과거는 바뀔 수 있습니다)
16. Jae Han's Reason (재한의 추리)
17. Pain That Can't Be Heal (치유되지 않는 아픔)
18. Footsteps of Nostalgia (그리움의 발자취)
19. Profiling (프로파일링)
20. A Day of Brother's Expectation (형기대의 하루)
21. Tracking (추적)
22. Don't Give Up (포기하지마)
23. Crime Scene (범행현장)
24. A Series of Labyrinthine (미궁의 연속)
25. Real Culprit (진범)
26. Run Too, Today (오늘도 달린다)
27. Only I Didn't Know (혼자만 모른다)
28. Long-term Unsolved Case (장기미제사건)
29. The Truth Revealed (드러나는 진실)
30. Cool Air (서늘한 공기)
31. Plot (음모)
32. Suggestion (암시)

## Riconoscimenti
| Anno | Premio                  | Categoria                                     | Ricevente                          | Risultato       |
| ---- | ----------------------- | --------------------------------------------- | ---------------------------------- | --------------- |
| 2016 | Baeksang Arts Awards    | Best Drama                                    | Signal                             | Vincitore/trice |
| 2016 | Baeksang Arts Awards    | Best Director (TV)                            | Kim Won-seok                       | Candidato/a     |
| 2016 | Baeksang Arts Awards    | Best Actor (TV)                               | Cho Jin-woong                      | Candidato/a     |
| 2016 | Baeksang Arts Awards    | Best Actress (TV)                             | Kim Hye-soo                        | Vincitore/trice |
| 2016 | Baeksang Arts Awards    | Best Screenplay (TV)                          | Kim Eun-hee                        | Vincitore/trice |
| 2016 | Baeksang Arts Awards    | Most Popular Actor (TV)                       | Cho Jin-woong                      | Candidato/a     |
| 2016 | Baeksang Arts Awards    | Most Popular Actor (TV)                       | Lee Je-hoon                        | Candidato/a     |
| 2016 | Baeksang Arts Awards    | Most Popular Actress (TV)                     | Kim Hye-soo                        | Candidato/a     |
| 2016 | APAN Star Awards        | Best Writer                                   | Kim Eun-hee                        | Vincitore/trice |
| 2016 | APAN Star Awards        | Top Excellence Award, Actor in a Miniseries   | Cho Jin-woong                      | Vincitore/trice |
| 2016 | APAN Star Awards        | Top Excellence Award, Actress in a Miniseries | Kim Hye-soo                        | Candidato/a     |
| 2016 | Korea Drama Awards      | Best Drama                                    | Signal                             | Candidato/a     |
| 2016 | Korea Drama Awards      | Best Production Director                      | Kim Won-seok                       | Candidato/a     |
| 2016 | Korea Drama Awards      | Best Screenplay                               | Kim Eun-hee                        | Candidato/a     |
| 2016 | tvN10 Awards            | Grand Prize (Daesang), Actor                  | Cho Jin-woong                      | Vincitore/trice |
| 2016 | tvN10 Awards            | Best Actor                                    | Cho Jin-woong                      | Candidato/a     |
| 2016 | tvN10 Awards            | Best Actor                                    | Lee Je-hoon                        | Candidato/a     |
| 2016 | tvN10 Awards            | Best Actress                                  | Kim Hye-soo                        | Vincitore/trice |
| 2016 | tvN10 Awards            | PD's Choice Award                             | Lee Je-hoon                        | Vincitore/trice |
| 2016 | tvN10 Awards            | Scene Stealer Actor                           | Jang Hyun-sung                     | Candidato/a     |
| 2016 | tvN10 Awards            | Best Content Award, Drama                     | Signal                             | Vincitore/trice |
| 2016 | Asia Artist Awards      | Grand Prize (Daesang)                         | Cho Jin-woong                      | Vincitore/trice |
| 2016 | Asia Artist Awards      | Grand Prize (Daesang)                         | Kim Hye-soo                        | Candidato/a     |
| 2016 | Asia Artist Awards      | Best Celebrity Award, Actor                   | Lee Je-hoon                        | Candidato/a     |
| 2016 | Mnet Asian Music Awards | Best OST                                      | Jung Cha-sik ("I Will Forget You") | Candidato/a     |
| 2016 | Korea Content Awards    | Presidential Commendation Award               | Kim Eun-hee                        | Vincitore/trice |